# Східний Улу-Узень

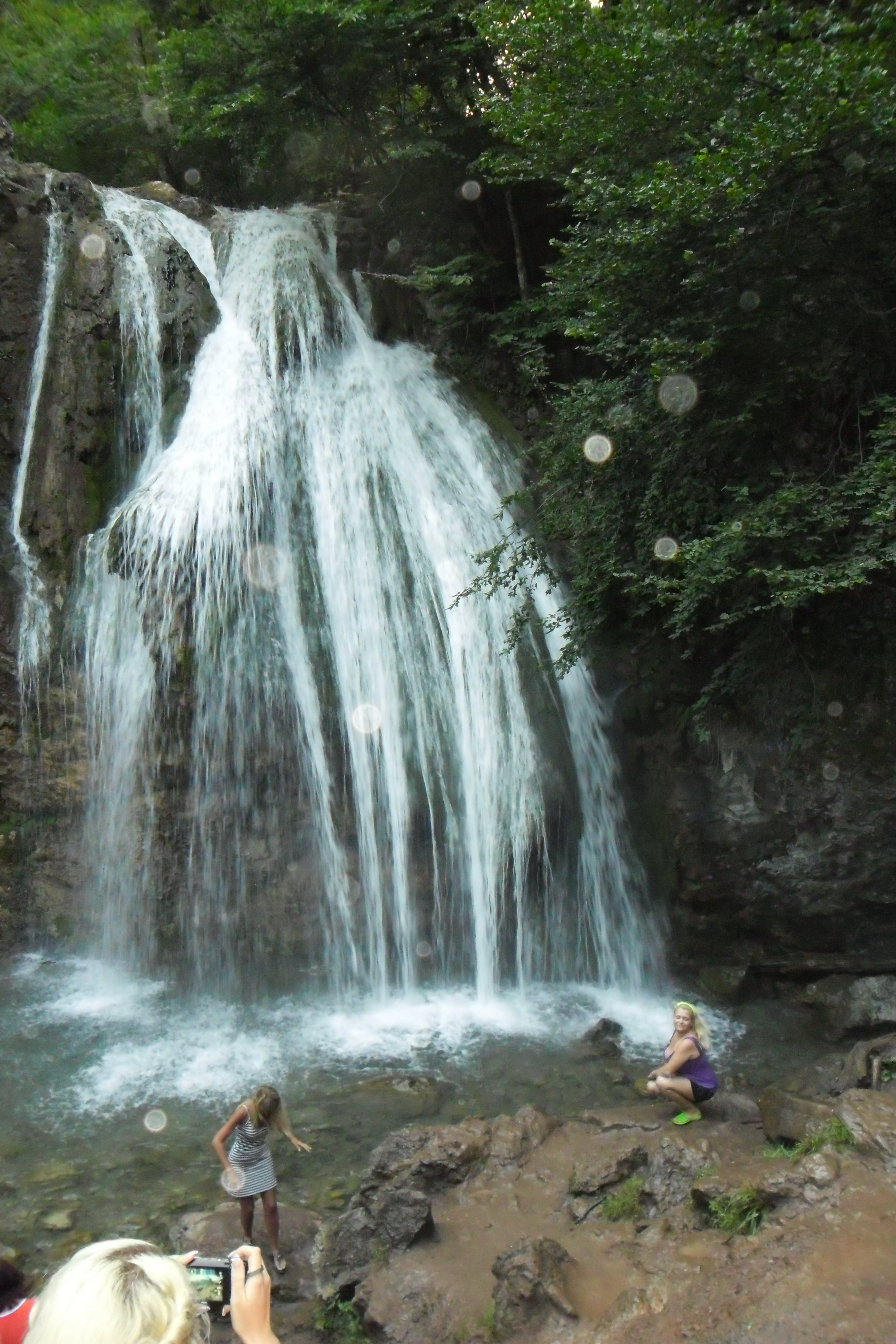
Водоспад Джур-Джур на річці Східний Улу-Узень

Східний Улу-Узень, Шаркій-Улу-Озен, Буюк-Узенбаш, Мегапотамо (крим. Şarqiy Ulu Özen, від тюрк. улу великий) — річка в Криму, Україна.

## Загальний опис
Бере початок зі схилів Тирке-яйла і Демерджі-яйла. Протікає по ущелині Хапхал, утворює серію порожистих каскадів і водоспад Джур-Джур висотою 15 метрів. Характерна каскадом водоспадів, найвідомішим з яких є Джур-Джур. Впадає в Чорне море в селищі Сонячногірське.
Довжина річки 12 км, площа водозбору 33,5 км², середньобагаторічний стік, на гідропосту Ялта, становить 0,382 м³ / сек, річка має 7 приток. Назва перекладається з грецької (Μεγάλος ποταμός) і кримськотатарської як «велика (велика) ріка (потік)».
Ущелина Хапхал з 1974 року оголошено державним гідрологічним заказником республіканського значення, з загальною площею 250 га.

## Галерея водоспадів

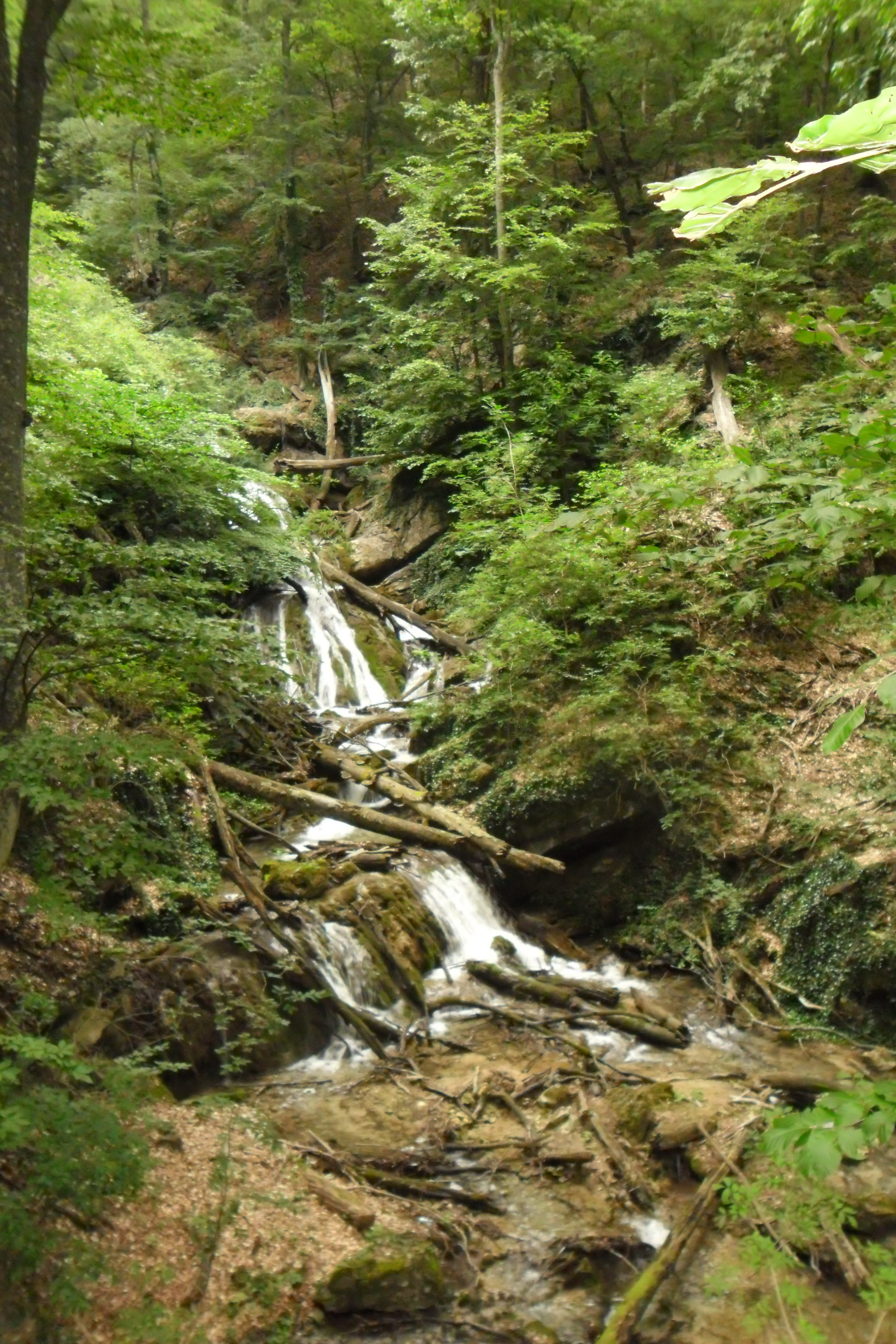
«Каскад»
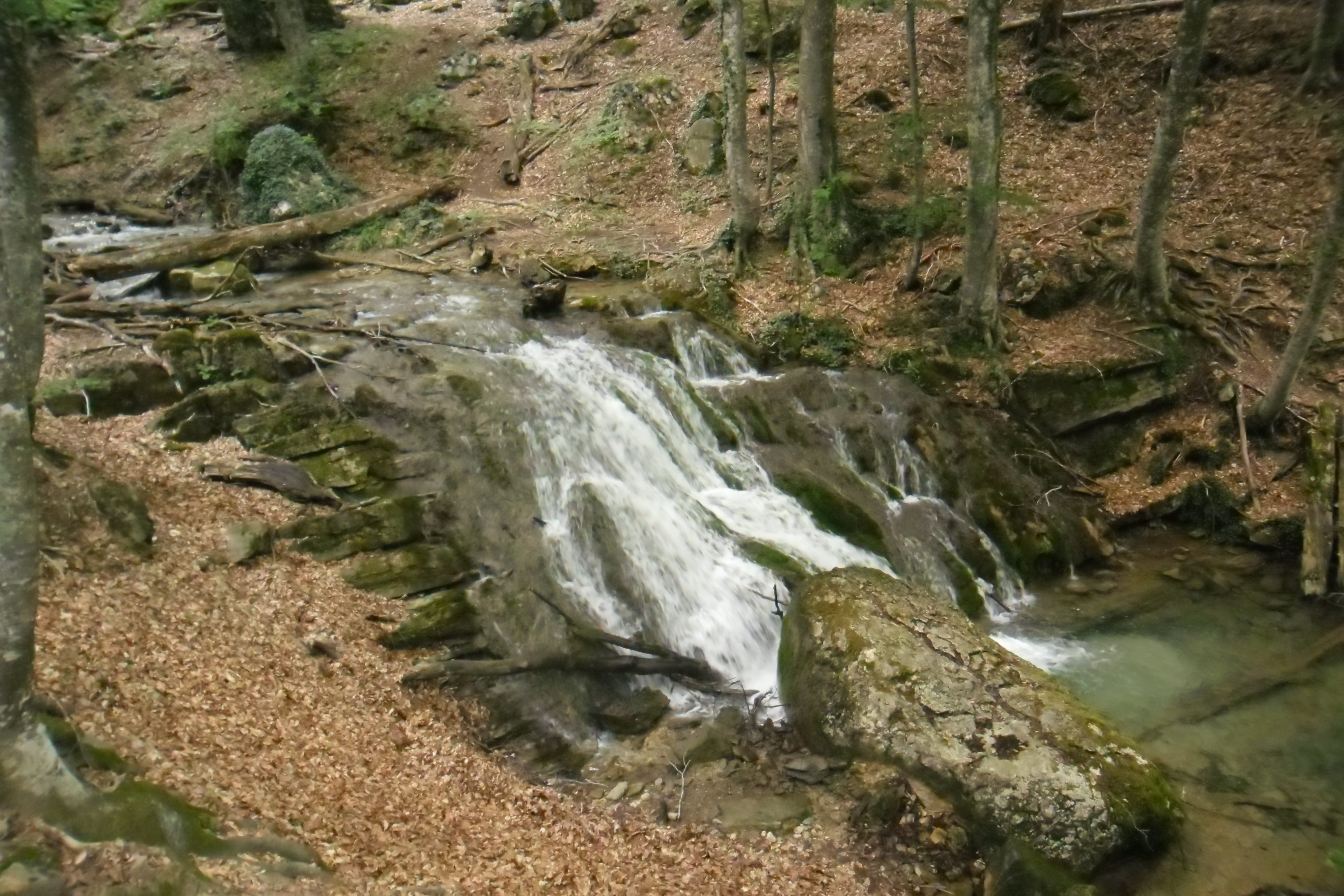
«Красивий»
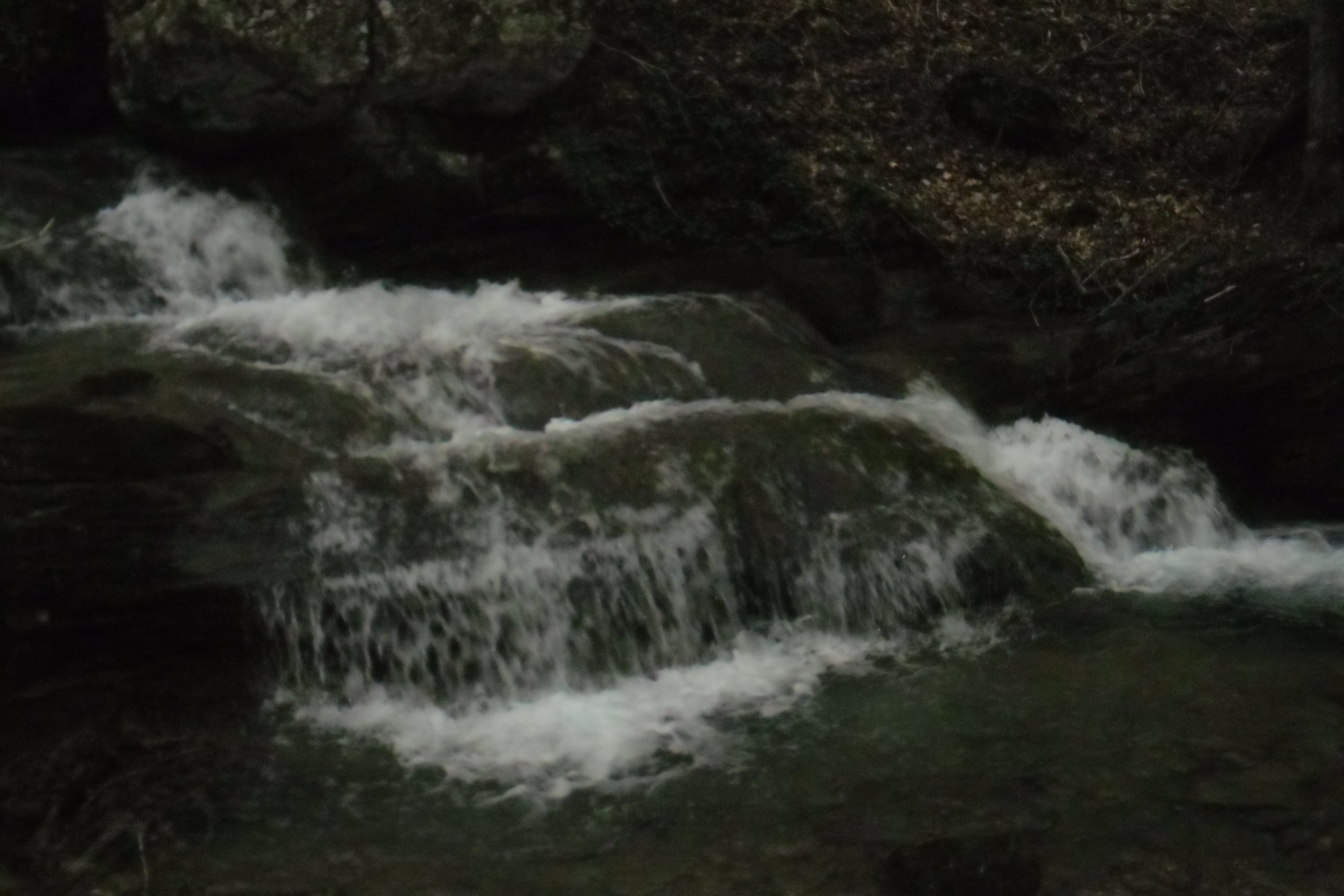
«Сходинки-1»
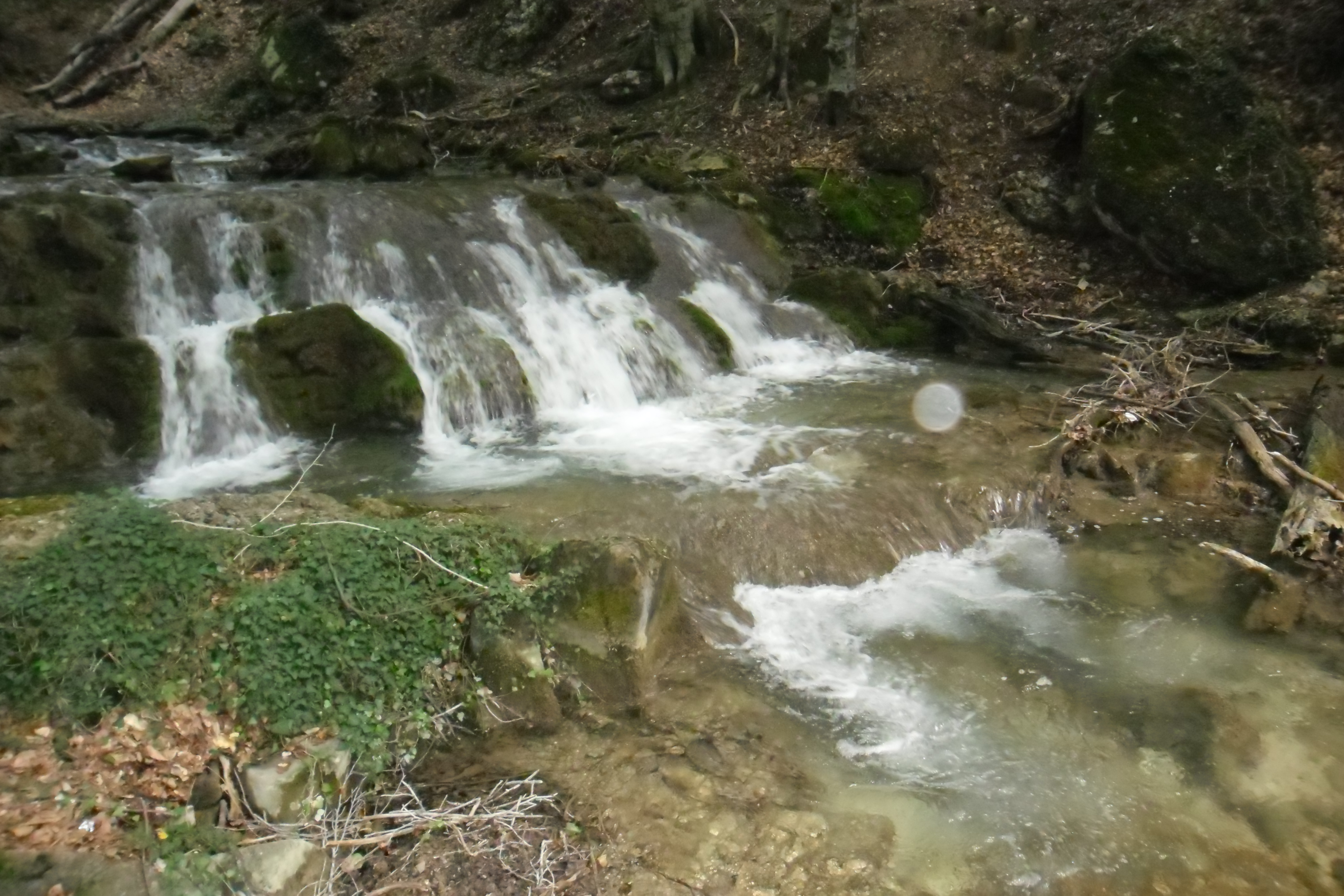
«Сходинки-2»
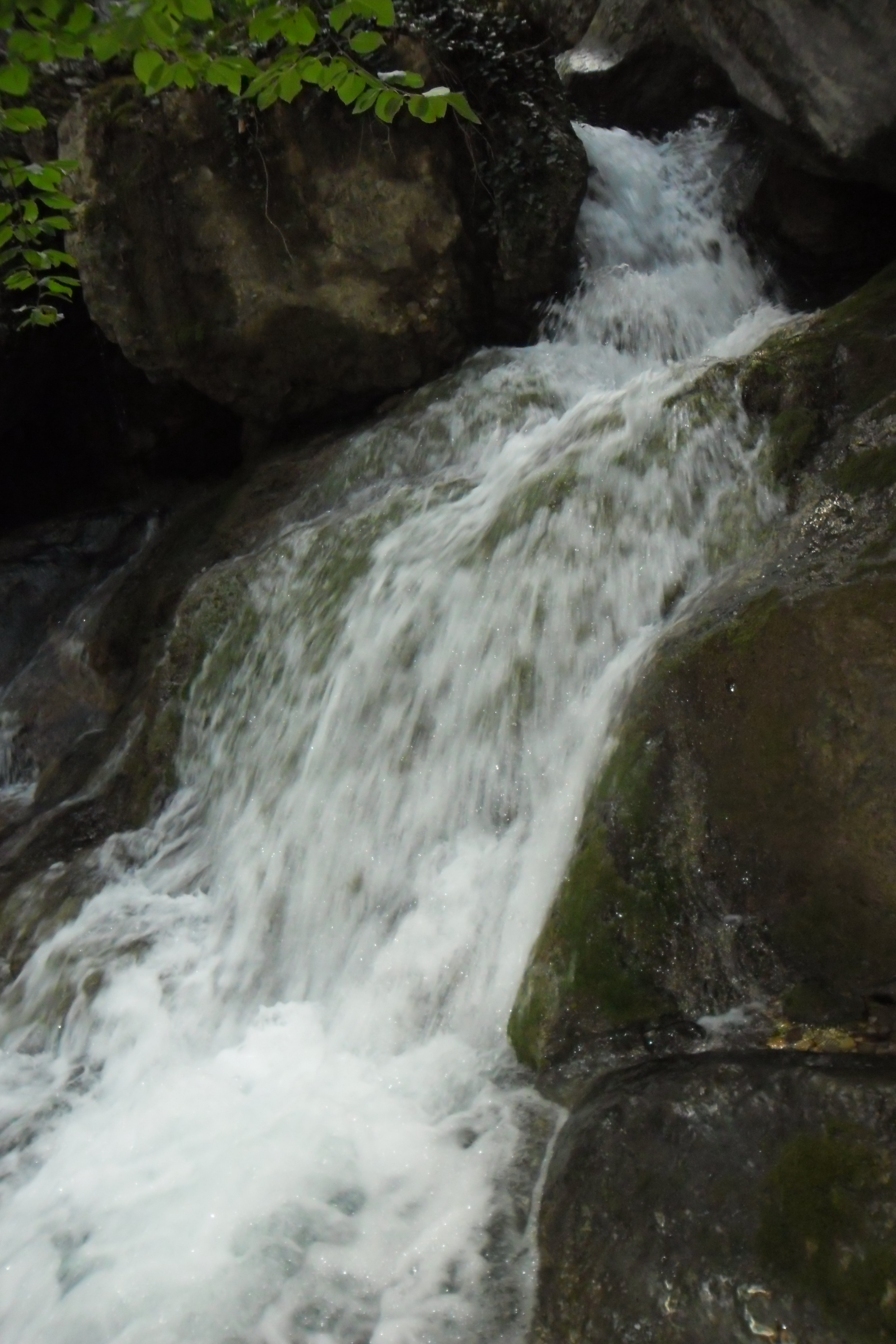
«Шумний»
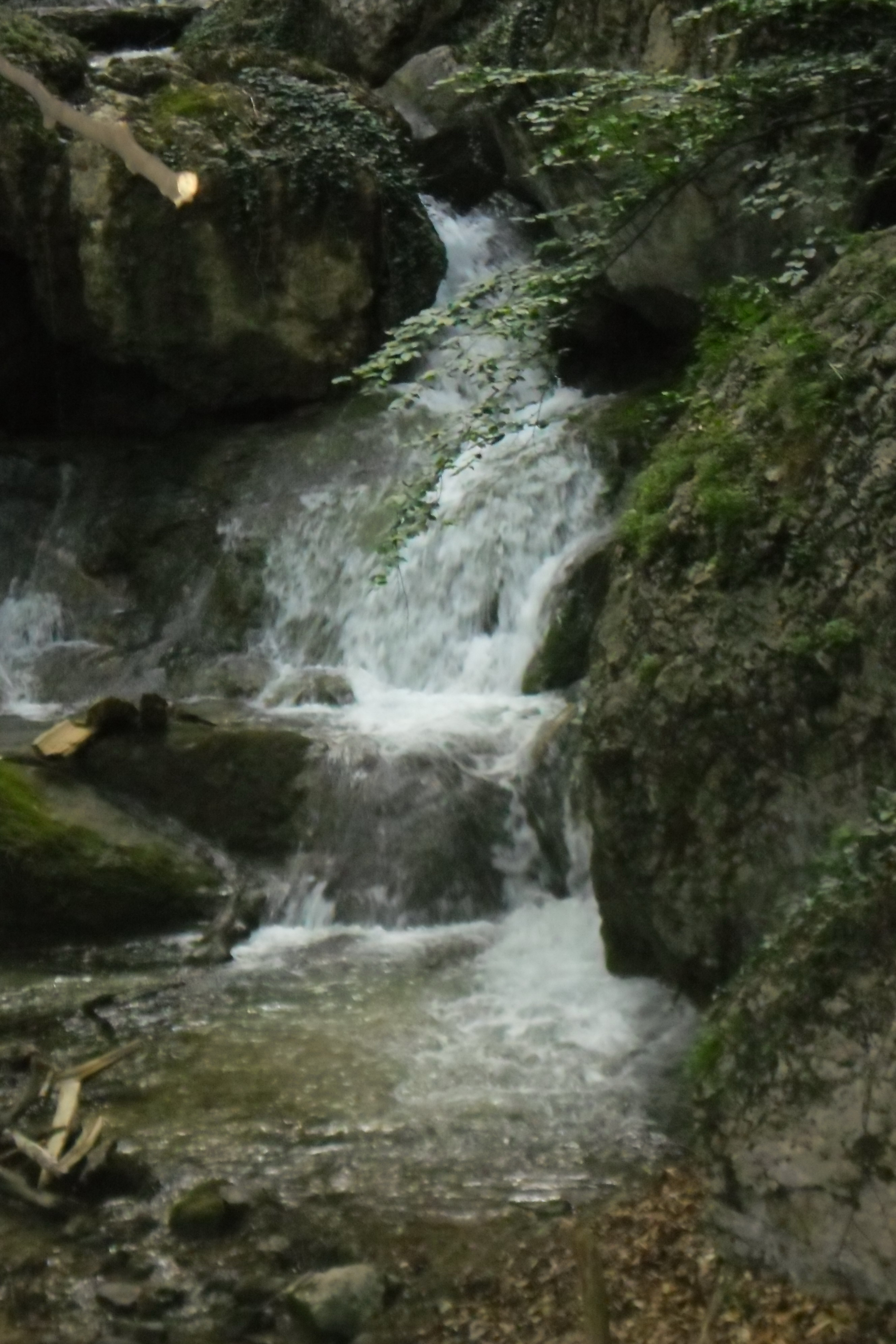
«Класичний»
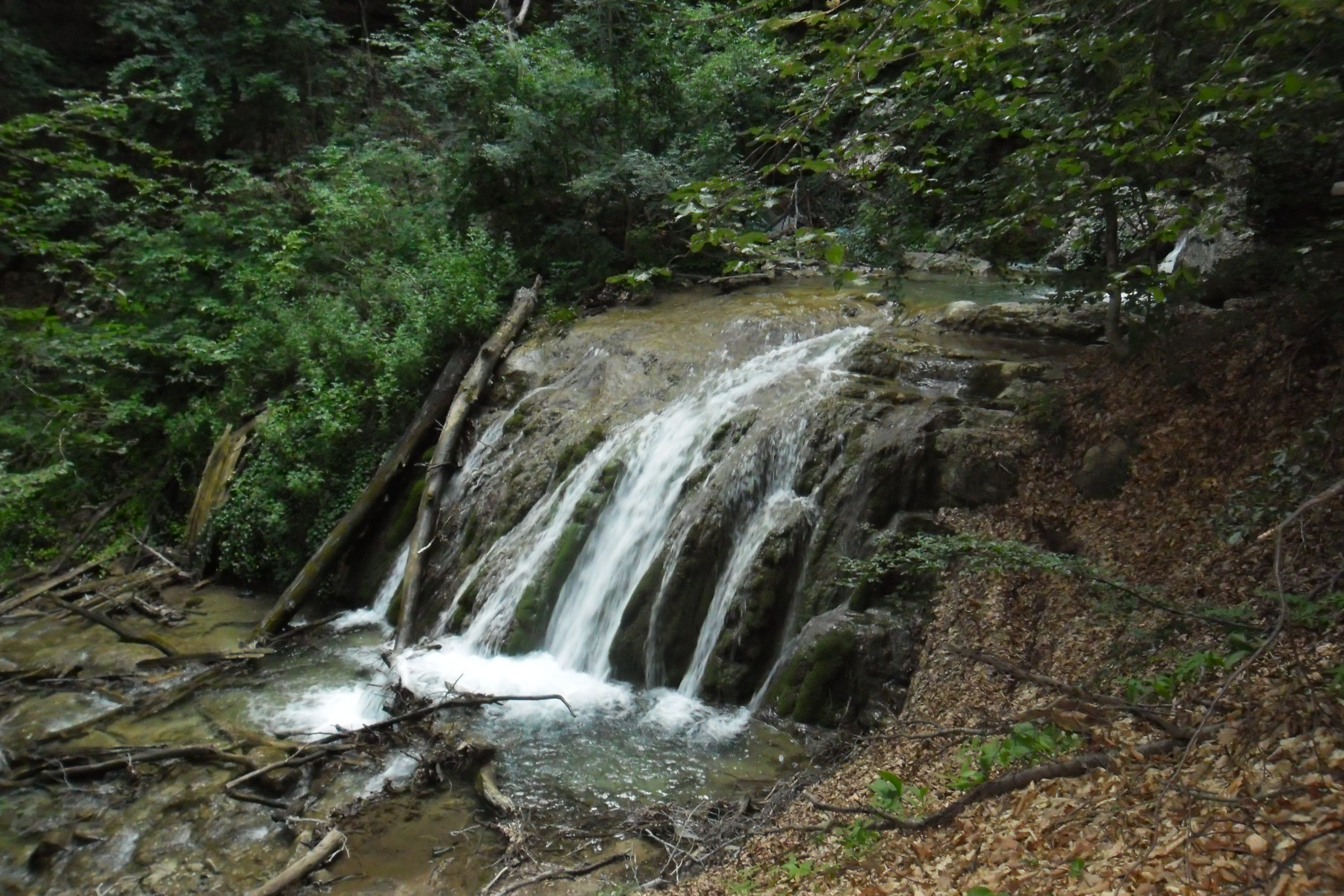
«Струмені-1»
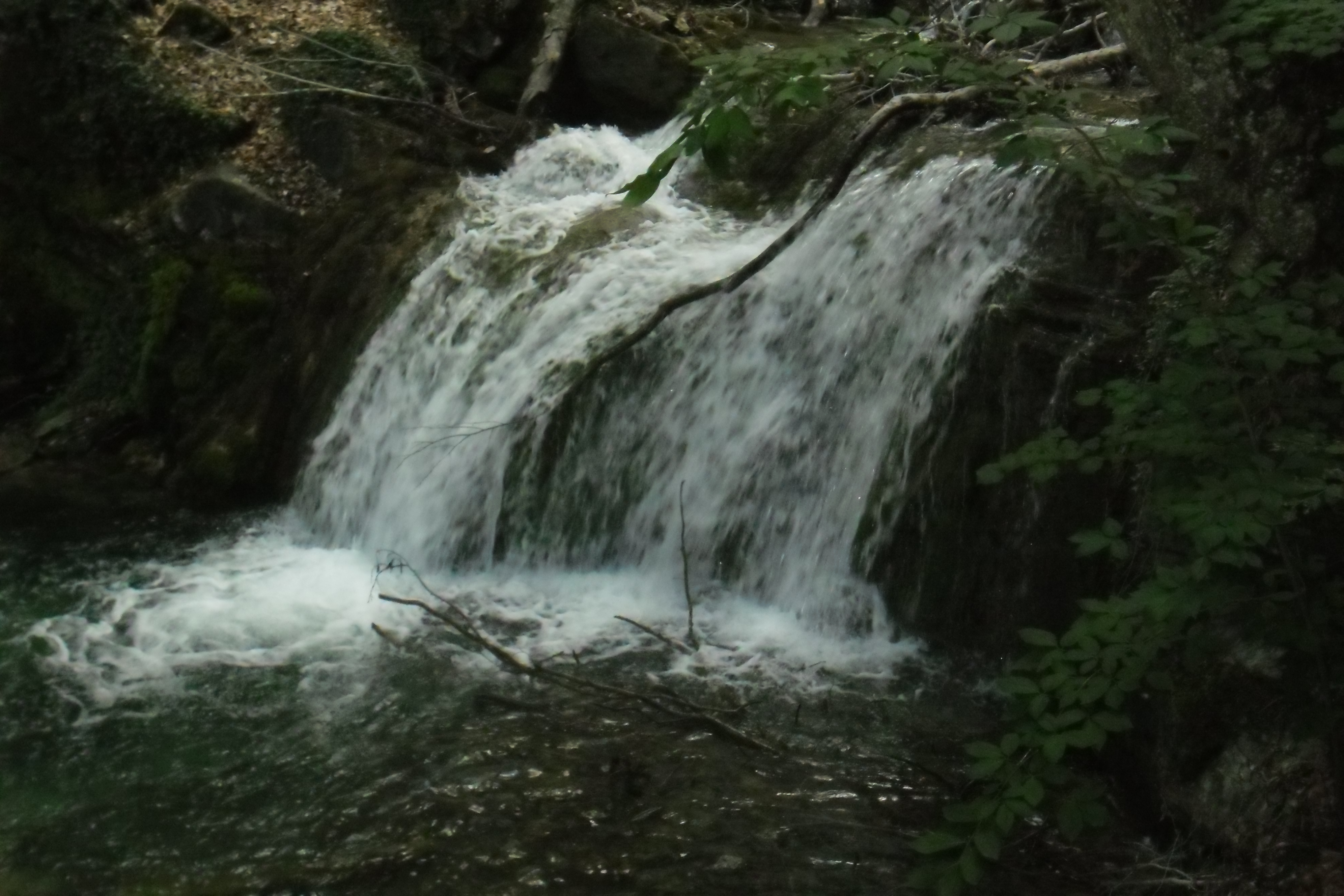
«Струмені-2»
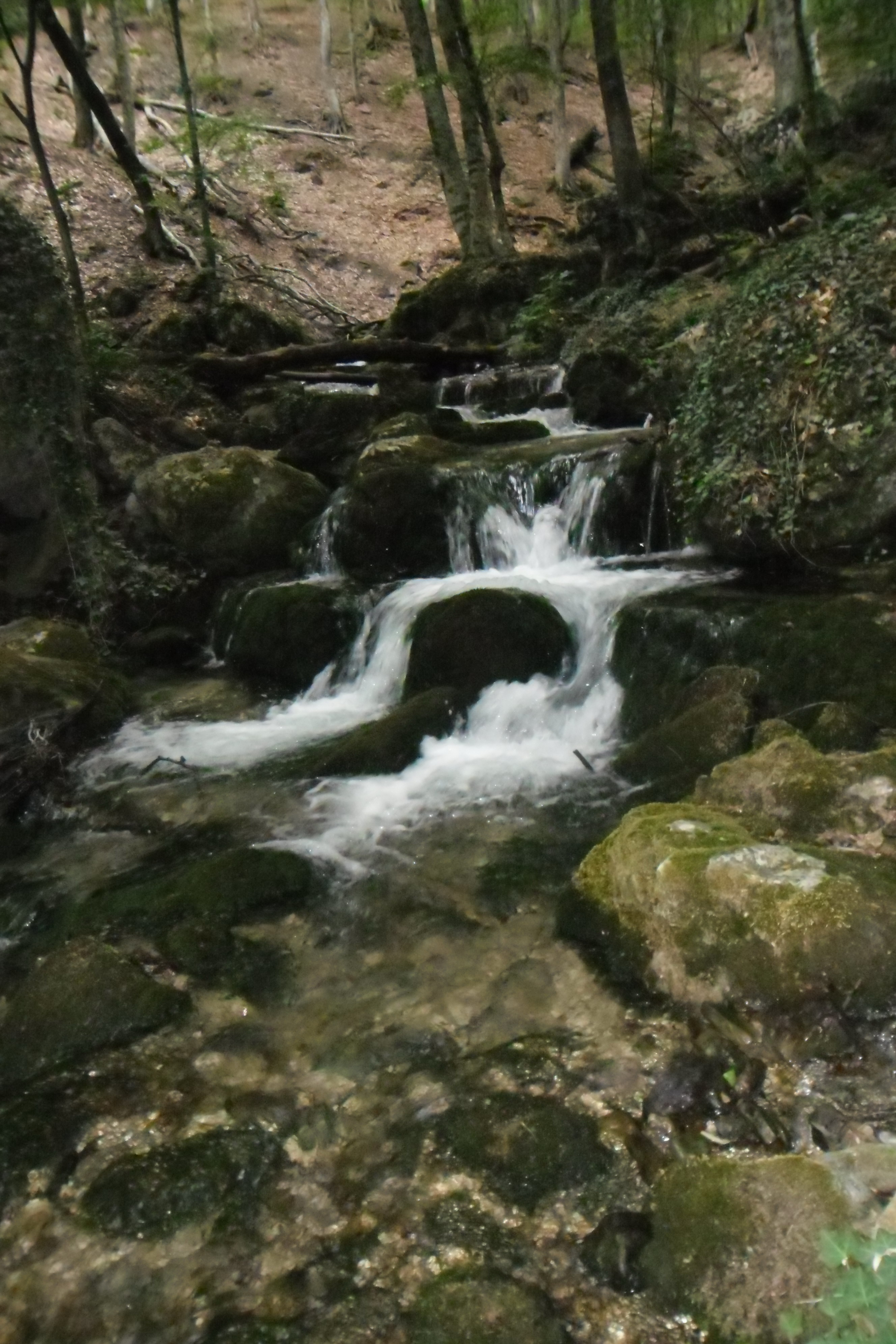
«Рогач»
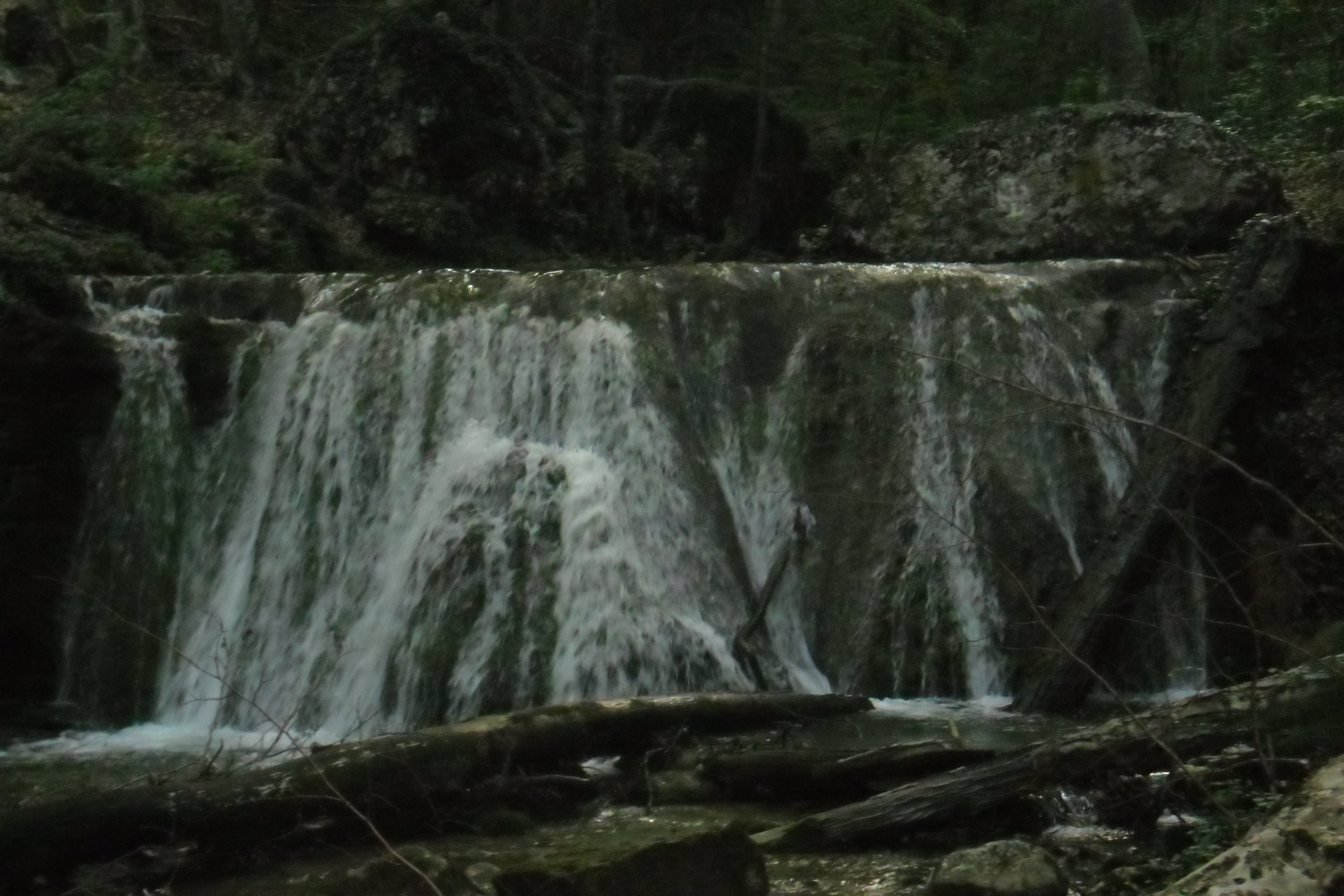
Водоспад "Стіна води"
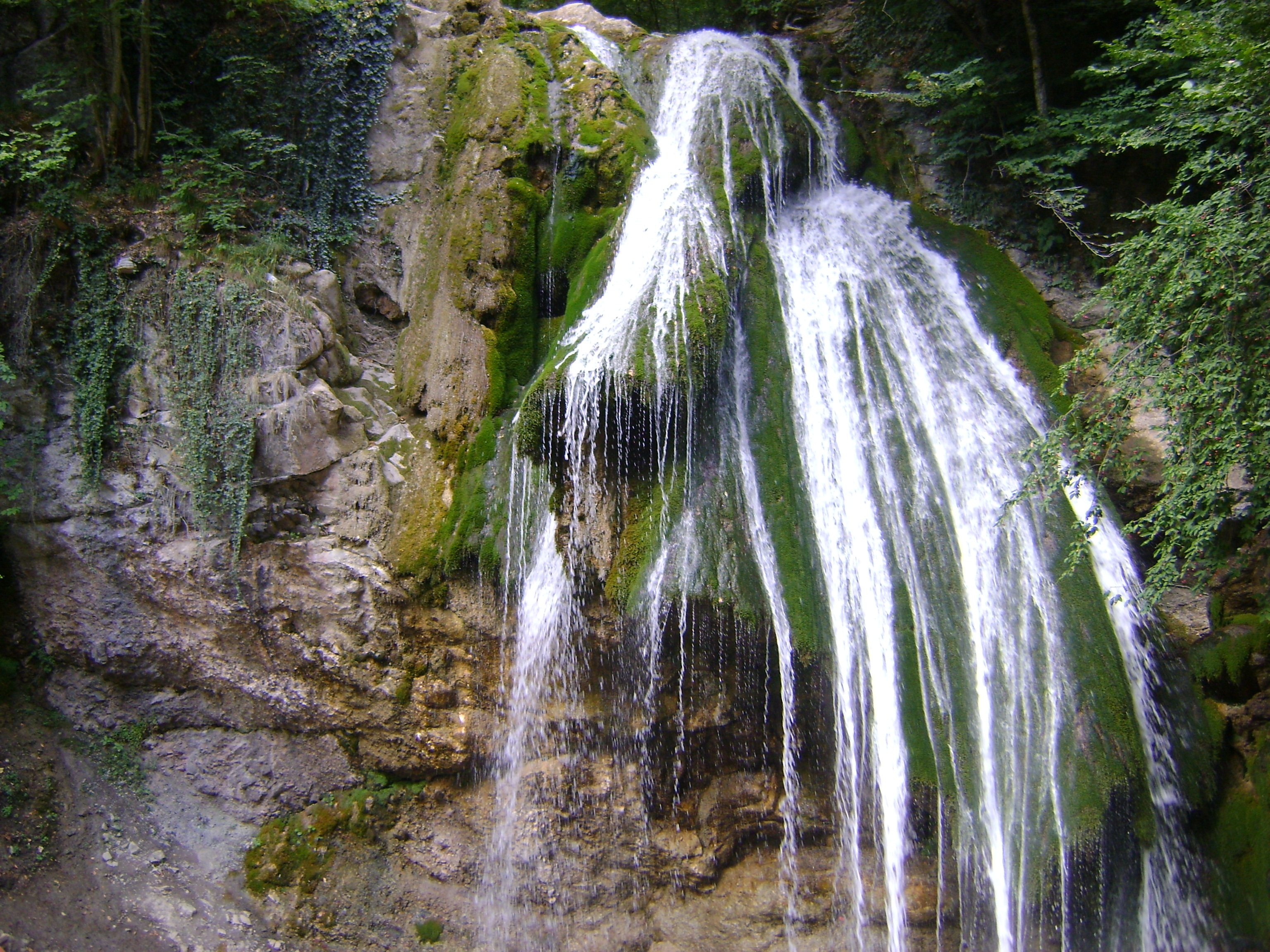
Джур-Джур (водоспад) - вважається найкрасивішим в урочищі Хапхал